# KT Tunstall
Kate Tunstall, mais conhecida como KT Tunstall (nascida Kate Victoria Tunstall, St Andrews, 23 de junho de 1975), é uma cantora, compositora e multi-instrumentista britânica, nascida na Escócia. De gêneros como rock, pop-rock, folk, country, entre outros, é sempre vista por seu talento e carisma, emplacando sucessos como "Suddenly I See", "Other Side Of The World", "Black Horse and the Cherry Tree", "Hold On" e mais recentemente, "(Still a) Weirdo". Lançou o álbum de estréia Eye to the Telescope, em 2004, ocupando o #3 no Reino Unido, seguido por KT Tunstall's Acoustic Extravaganza - Álbum acústico (2006), Drastic Fantastic (2007), Tiger Suit, de (2010), Invisible Empire//Crescent Moon, de (2013), KIN de (2016) e o mais recente, WAX (2018). É ainda de ascendência chinesa e irlandesa.

## Vida pessoal
Tunstall foi adotada dezoito dias depois de nascer. Seu pai é físico, e sua mãe é professora. Tunstall também tem um irmão mais velho chamado Jo e um irmão mais novo chamado Daniel, que tem problemas de audição; a família Tunstall criou seus filhos em uma casa sem televisão ou rádio, pois os aparelhos interferiam no aparelho de audição de Daniel.
Quando tinha vinte anos, Tunstall conheceu sua mãe biológica.

## Carreira
Tunstall estudou na Escola de Dundee; Madras College em St Andrews; Kent School, Connecticut; e em Royal Holloway. Depois dos vinte anos ela tocava mais em bandas independentes incluindo Elia Drew e Tomoko, e enfatizava seu trabalho em compor. Seu álbum solo de estréia, Eye to the Telescope, foi lançado no fim de 2004. O estilo de música de Tunstall no primeiro CD varia do folk ao pop Já no segundo CD gravado em estúdio, o Drastic Fantastic, tem um estilo de música um pouco diferente do primeiro, agora não só com o folk mas também com o uso frequënte da guitarra com sonoridade bem elétrica, que dá um toque estiloso as suas músicas.

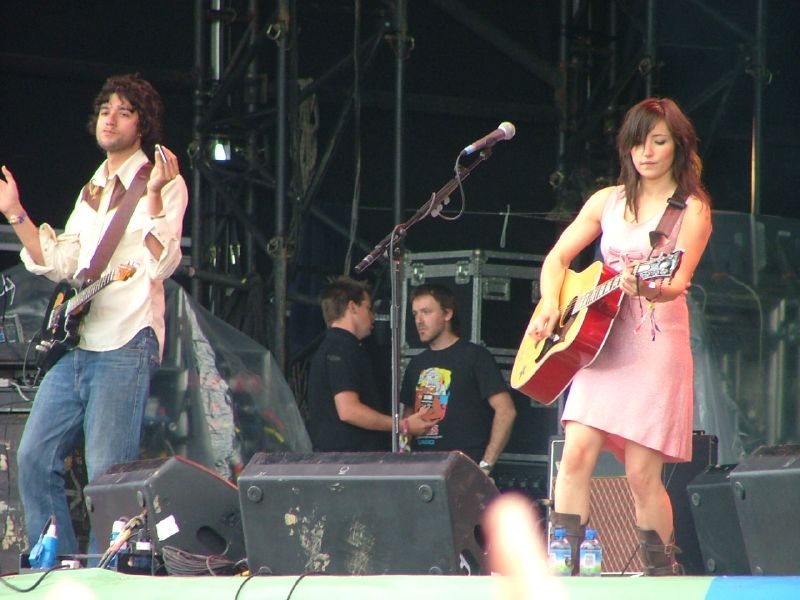
Tunstall na edição 2005 do Glastonbury Festival.

A primeira apresentação importante de Tunstall foi um concerto solo de "Black Horse and the Cherry Tree" em Later with Jools Holland. A apresentação foi notável porque ela teve somente um dia para se preparar depois que o cantor que estava programado, Nas, cancelou sua apresentação devido a problemas de saúde de seu pai. Seu concerto atraiu a atenção de muitos espectadores, ofuscando artistas mais populares como The Cure, Embrace e The Futureheads, e ela então ascendeu ao topo da enquete pós-concerto no sítio web do programa.
Pouco depois dessa apresentação, Eye to the Telescope foi relançado, e atingiu as paradas de sucesso do Reino Unido, eventualmente chegando às três primeiras posições (quando entrou para a lista estava em 27º lugar); foi nomeada para o Mercury Music Prize de 2005. O álbum foi lançado nos Estados Unidos em 7 de Fevereiro de 2006.
Tunstall lançou um álbum acústico em Maio de 2006, KT Tunstall's Acoustic Extravaganza, que só estava disponível inicialmente pelo seu sítio oficial, embora versões para download estivessem disponíveis em lojas online. Em Outubro de 2006 o álbum acústico foi relançado, estando disponível em todas as lojas do mundo.

## Concertos

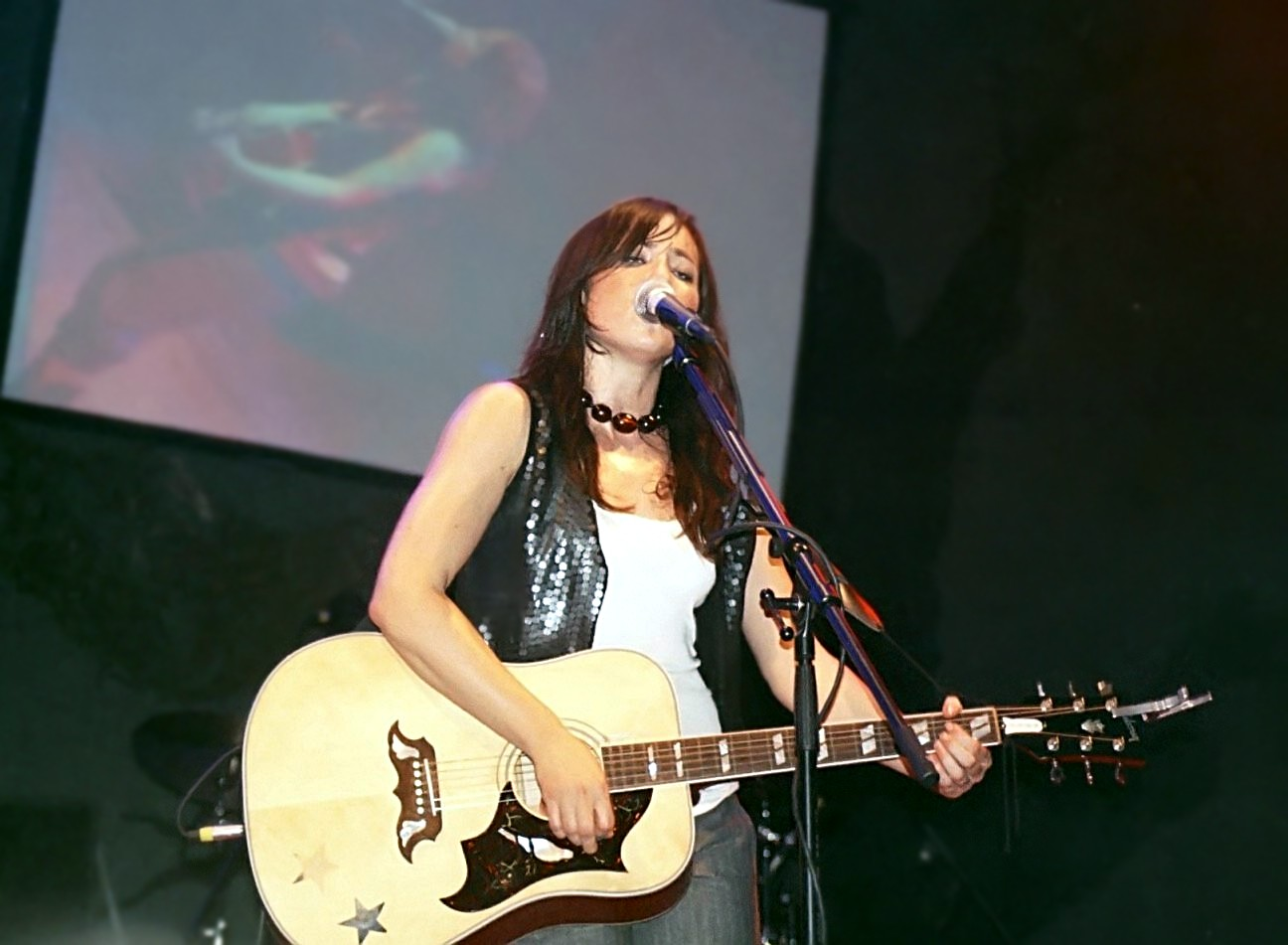
KT em 2005, se apresentando no Summer Sundae, Leicester

Tunstall é conhecida por seus concertos ao vivo em que ela se torna uma banda de uma única mulher. 
Desde sua apresentação em Later with Jools Holland, ela voltou ao programa para apresentar "Suddenly I See", "Under the Weather", "Tangled up in Blue" (ela apresentou a mesma canção, além de "Simple Twist of Fate" e "This Wheel's on Fire" num tributo a Bob Dylan na BBC 4 e uma canção de Ella Fitzgerald, "Ain't Misbehavin'" por Fats Waller) com Jools Holland no piano.
Ela terminou 2005 na virada de ano apresentando-se num concerto em Edinburgo ao lado da banda Texas. Em seus concertos, Tunstall usa um AKAI E2 headrush loop pedal no palco, que ela afetuosamente chama de "Wee Bastard".

## Outros créditos

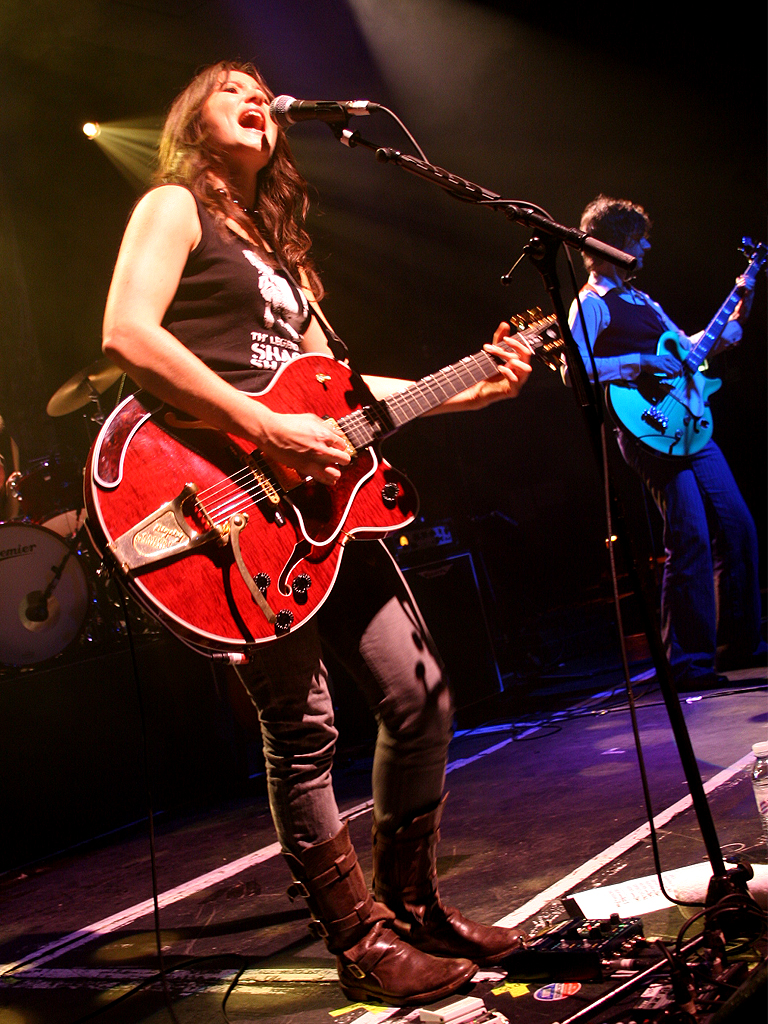
Tunstall apresentando-se em Cardiff Union em 19 de Outubro de 2005.

Tunstall também aparece em Sophie Solomon, canção "Lazarus", no álbum Poison Sweet Madeira, e fez vocais para três faixas, "Ladino Song", "Refugee", e "Yesterday's Mistake", no álbum Oi Va Voi Laughter Through Tears (2003). Ela também apresentou "Get Ur Freak On" de Missy Elliott e "High and Dry" de Radiohead no Live Lounge. Seu sétimo single, "Another Place to Fall", tem um cover da canção "Fake Plastic Trees" do Radiohead.
No início de sua carreira de compositora, Tunstall também escreveu e apresentou canções para programas infantis de televisão.

## O nome
Quando perguntada sobre seu apelido ("KT") por Ken Bruce na Radio BBC 2 numa entrevista, ela disse que é apenas uma abreviação das iniciais de seu nome, Kate Tunstall. Quando era estudante no Royal Holloway (Universidade de Londres) ela apresentou-se com um violão acústico num bar de estudantes com o nome "Katie". Ela era também conhecida como a "Princesa Street Busker", e foi a principal atração da "Edinburgh's Hogmanay Celebration".

## Discografia
Álbuns de estúdio
- 2004: Eye to the Telescope
- 2006: KT Tunstall's Acoustic Extravaganza
- 2007: Drastic Fantastic
- 2010: Tiger Suit
- 2011: Scarlet Tulip
- 2013: Invisible Empire // Crescent Moon
- 2016: KIN
- 2018: WAX

## Prêmios
Além da indicação para o Mercury Music Prize, Tunstall recebeu três indicações para o BRIT Award quando anunciaram em 11 de Janeiro de 2006. Ela foi indicada para Melhor Show Britânico, Revelação Britânica, e Melhor Cantora Britânica. Na cerimônia de 15 de Fevereiro de 2006, Tunstall apresentou "Suddenly I See" e ganhou o prêmio de Melhor Cantora Britânica.
- Q Music Awards 2005 — Melhor canção para "Black Horse and the Cherry Tree"
- BRIT Award 2006 — Melhor Artista Solo Feminina Britânica
- Ivor Novello Awards 2006 — Melhor Canção e Letra para "Suddenly I See"